# Цветные трупиалы
Цветные трупиалы (лат. Icterus) — род воробьиных птиц из семейства трупиаловых (Icteridae).
Самцы обычно окрашены контрастно: в чёрный и жёлтый или оранжевый цвет с белыми отметинами. Самки и молодые особи более тусклые. Линяют эти птицы ежегодно.
Один из видов рода, Icterus northropi, имеет охранный статус .

## Классификация
В род включают 32 вида:
- Icterus abeillei (R. Lesson, 1839)
- Icterus auratus Bonaparte, 1850 — Золотистый цветной трупиал
- Icterus auricapillus Cassin, 1848 — Золотоголовый цветной трупиал
- Icterus bonana (Linnaeus, 1766) — Мартиникский цветной трупиал
- Icterus bullockii (Swainson, 1827) — Трупиал Баллока
- Icterus cayanensis (Linnaeus, 1766) — Кайенский цветной трупиал
- Icterus chrysater (R. Lesson, 1844) — Желтоспинный цветной трупиал
- Icterus croconotus (Wagler, 1829)
- Icterus cucullatus Swainson, 1827 — Масковый цветной трупиал
- Icterus dominicensis (Linnaeus, 1766) — Антильский цветной трупиал
- Icterus galbula (Linnaeus, 1758) — Балтиморский цветной трупиал, или балтиморская иволга
- Icterus graceannae Cassin, 1867 — Чёрно-жёлтый цветной трупиал
- Icterus graduacauda R. Lesson, 1839 — Черноголовый цветной трупиал
- Icterus gularis (Wagler, 1829) — Черногорлый цветной трупиал
- Icterus icterus (Linnaeus, 1766) — Обыкновенный цветной трупиал
- Icterus jamacaii (J. F. Gmelin, 1788)
- Icterus laudabilis P. L. Sclater, 1871 — Санта-люсийский цветной трупиал
- Icterus leucopteryx (Wagler, 1827) — Ямайский цветной трупиал, или ямайский трупиал
- Icterus maculialatus Cassin, 1848 — Голосистый цветной трупиал
- Icterus melanopsis (Wagler, 1829)
- Icterus mesomelas (Wagler, 1829) — Желтохвостый цветной трупиал
- Icterus nigrogularis (Hahn, 1819) — Лимонно-жёлтый цветной трупиал
- Icterus northropi J. A. Allen, 1890
- Icterus oberi Lawrence, 1880 — Монтсерратский цветной трупиал
- Icterus parisorum Bonaparte, 1838 — Пальмовый цветной трупиал
- Icterus pectoralis (Wagler, 1829) — Пестрогрудый цветной трупиал
- Icterus portoricensis U. Bryant, 1866
- Icterus prosthemelas (Strickland, 1850)
- Icterus pustulatus (Wagler, 1829) — Огненноголовый цветной трупиал
- Icterus pyrrhopterus (Vieillot, 1819)
- Icterus spurius (Linnaeus, 1766) — Садовый цветной трупиал
- Icterus wagleri P. L. Sclater, 1857 — Чернобрюхий цветной трупиал